# Заполье (Ям-Тёсовское сельское поселение)
Заполье — деревня в Ям-Тёсовском сельском поселении Лужского района Ленинградской области.

## История
Впервые упоминается в Писцовой книге Водской пятины 1500 года, как деревня Заполье на Горке в Климентовском Тёсовском погосте Новгородского уезда.
Деревня Заполье, а к югу от неё село Климотовское, обозначены на карте Новгородского наместничества 1792 года А. М. Вильбрехта.

ЗАПОЛЬЕ — деревня, число жителей по X-ой ревизии 1857 года: 90 м. п., 92 ж. п.

ЗАПОЛЬЕ — деревня при реке Тёсове. Вяжищского сельского общества, прихода села Климентовского.
 
Крестьянских дворов — 50. Строений — 288, в том числе жилых — 44. Ветряная мельница, суровская и мелочная лавки, питейный дом, трактир.

Число жителей по семейным спискам 1879 г.: 79 м. п., 98 ж. п.; по приходским сведениям 1879 г.: 77 м. п., 101 ж. п.

Согласно подворной описи 1882 года:

ЗАПОЛЬЕ — деревня Запольского общества Бельско-Сяберской волости
  
домов — 82, душевых наделов — 83,  семей — 47, число жителей — 125 м. п., 137 ж. п.; разряд крестьян — бывшие государственные

Сборник Центрального статистического комитета описывал её так:

ЗАПОЛЬЕ — деревня бывшая удельная при реке Тёсове, дворов — 44, жителей — 233; 2 лавки. (1885 год)

В конце XIX — начале XX века деревня административно относилась к Тёсовской волости 3-го стана 3-го земского участка Новгородского уезда Новгородской губернии.

ЗАПОЛЬЕ — деревня Вяжищского сельского общества, дворов — 51, жилых домов — 50, число жителей: 124 м. п., 134 ж. п. 

Занятия жителей — земледелие, выпас телят. Молитвенный дом. (1907 год)

В начале XX века в деревне близ церкви находились 4 сопки и на берегу реки Тёсовы ещё до 10 небольших сопок.

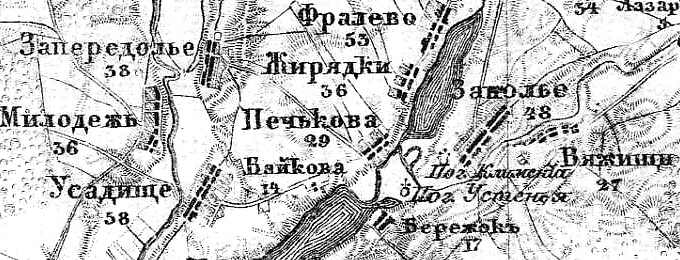
Деревня Заполье на карте 1915 года

Согласно карте из «Исторического атласа Санкт-Петербургской Губернии» 1915 года деревня Заполье насчитывала 48 крестьянских дворов.
С 1917 по 1927 год деревня Заполье входила в состав Тёсовской волости Новгородского уезда Новгородской губернии.
С 1927 года, в составе Печковского сельсовета Оредежского района.
В 1928 году население деревни Заполье составляло 298 человек.
По данным 1933 года деревня Заполье входила в состав Печковского сельсовета Оредежского района.
C 1 августа 1941 года по 31 января 1944 года деревня находилась в оккупации.
С 1959 года, в составе Лужского района.
В 1965 году население деревни Заполье составляло 62 человека.
По данным 1966 года деревня Заполье также входила в состав Печковского сельсовета Лужского района.
По данным 1973 и 1990 годов деревня Заполье входила в состав Приозёрного сельсовета.
В 1997 году в деревне Заполье Приозёрной волости проживали 36 человек, в 2002 году — 35 человек (русские — 97 %).
В 2007 году в деревне Заполье Ям-Тёсовского СП проживали 32 человека, в 2010 году — 22, в 2013 году — 28.

## География
Деревня расположена в восточной части района на автодороге 41А-004 (Павлово — Мга — Луга).
Расстояние до административного центра поселения — 8 км.
Расстояние до ближайшей железнодорожной станции Чолово — 17 км.
Деревня расположена на правом берегу реки Тёсова.

## Демография
| 1879 | 1885 | 1909 | 1928 | 1965 | 1997 | 2007 |
| ---- | ---- | ---- | ---- | ---- | ---- | ---- |
| 178  | ↗233 | ↗258 | ↗298 | ↘62  | ↘36  | ↘32  |
| 2010 | 2013 | 2017 |      |      |      |      |
| ↘13  | ↗28  | ↗36  |      |      |      |      |

## Достопримечательности
Церковь во имя святого Климента — папы Римского. Основана до 1500 года, деревянная, перестроена в каменную в 1827 году, действующая.

## Фото

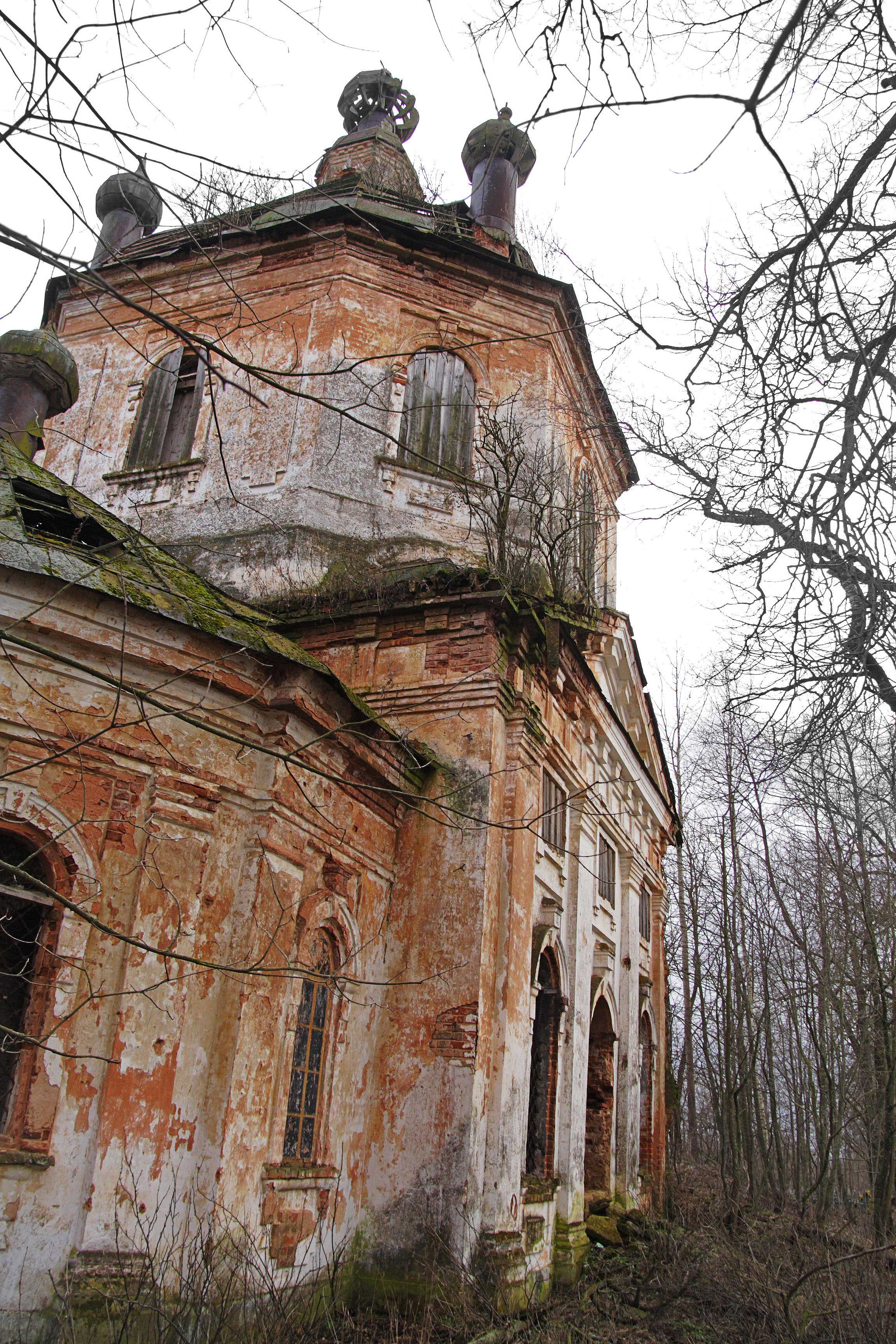
Климентовский погост

## Улицы
Центральная.